# 天珠

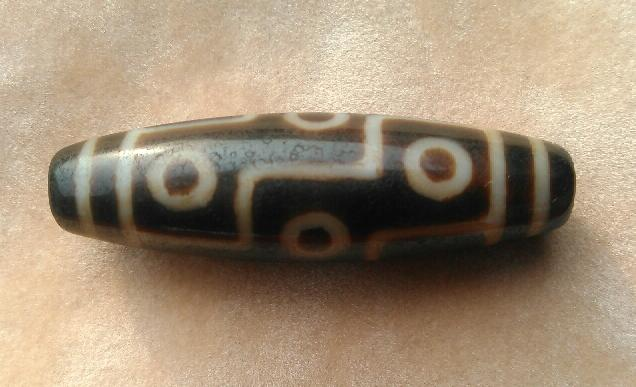
九眼天珠（きゅうがん）

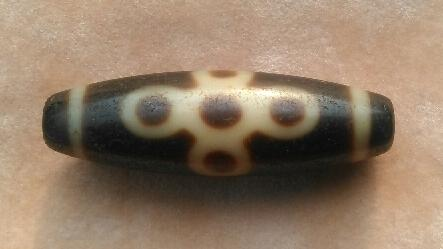
閃電五眼天珠（せんでんごがん）

天珠（てんじゅ）はチベットやブータン、ラダック、ネパール北部などヒマラヤ文化圏で見つかるビーズである。メノウに特殊な加工を施したものであり、表面に特殊な模様が見られる。チベットではジーと呼ばれ、護符などとして大切にされる。

## 概要
チベットに於いてはこれらのビーズはジーもしくはズィと呼ばれ、世界的にはジービーズとして通用する。
中国や台湾を中心に東洋の一部地域では天珠と呼ばれることが多い。
現状では天珠の起源は紀元前5世紀前後と推定され、出土品が現在のアフガニスタン北部からパキスタン北部に集中している。また、天珠誕生以前から存在するナトロン等で加工されたエッチドカーネリアンは天珠の技術的基礎を築く上で大きな影響を与え、さらに、古代中東地域やユーラシアで広く護符等として流通した瑪瑙ビーズ（チベットではルックミなどと呼ばれる）はジーの思考の源になったともいえる要を有していると言われる。 
天珠には様々な文様が存在するが、これらの文様がどういう意味を成すのかは現在の考古学上明確な判断は全くできていない。つまり文様云々を誇張し、客観的根拠もなくその文様がそれぞれ意味を成すような発言は過剰であり、過去の歴史を事実と共に検証し、伝えていくことが何より重要である。
また近年では法螺天珠や蒙天珠と言った歴史的観点からも同一性が無く脈絡の無い天珠まがいの物が多く出現している。

## ギャラリー

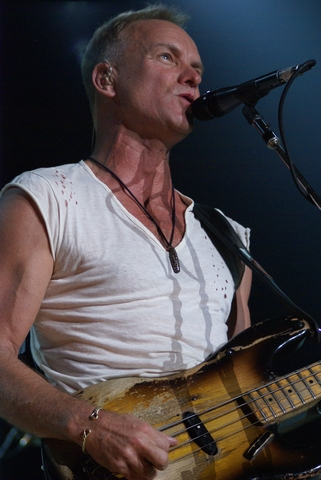
スティングの愛用の「九眼天玉」

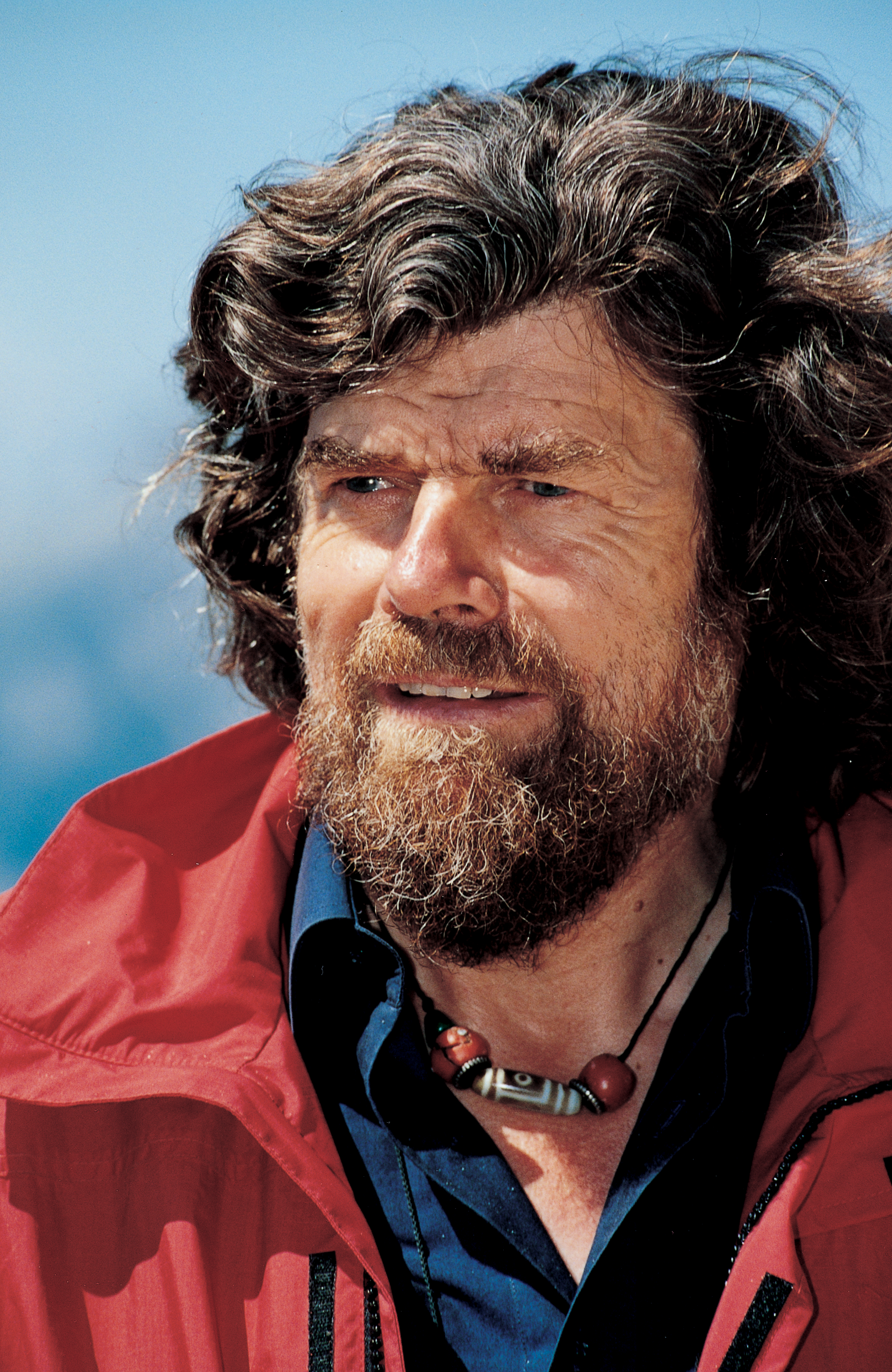
登山家で作家のラインホルト・メスナー「星辰天珠」

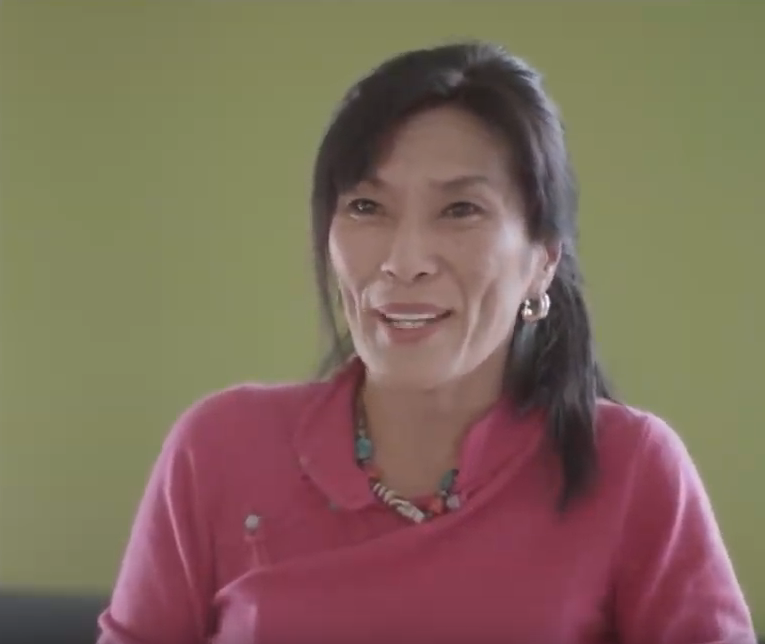
マントラの現代歌手デチェン・シャック・ダグセイ

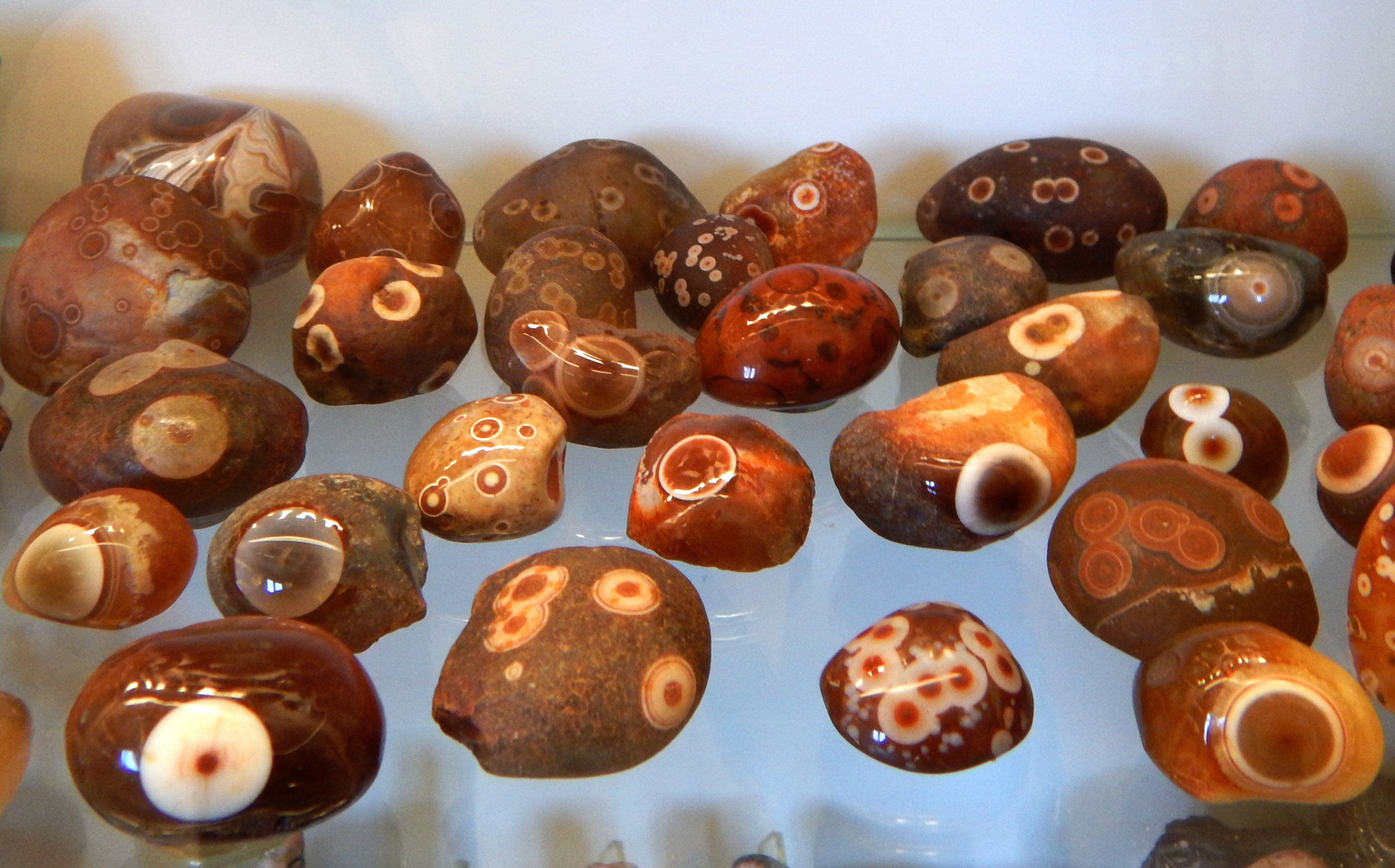
未加工の天眼石(アイ・アゲート)

## 産地
紀元前後から続くオリジナルのジービーズは西はアラビア半島から東はマレー半島にまで出土品が確認されており、当時ユーラシア大陸の広範囲に渡り流通していた護符であるといわれる。
よくチベットで誕生などと言われることが中国や日本など一部で言われているが現在の考古学では確固たる事実は認められず、古代チベットの文化水準やその他周辺地域の文化発展状況を鑑みれば、原状ではチベットでの生産は懐疑的と言わざるを得ず、ローマやエジプト等の古代ビーズの発生を参考にしてみてもやはり古代に生産された一部がチベットにも渡ったというのが定説である。
老天珠と老礦天珠の二つに分けられる
老天珠とは様々な科学的手法により石の鑑定をしなければいけない。しかし老礦天珠（ろうこうてんじゅ）の場合その多くは「古い地層のメノウやギョクズイ」を使い今の時代に作られた物（現代天珠）であり、売り手側もこの辺りを認識せず「老」と付いているだけで老天珠として販売をしているところも散見される。そういった側面からもしっかりと区別する必要がある。なお天珠の産地に関してはその原石がどこで採掘された物かで産地とする場合と、どこで加工されたかで産地を決める。この二つの方法があるようだ。

## 見極め
台湾や中国の天珠製造メーカーが植え付けた価値観のひとつに、ジービーズへのアプローチがある。中国などの土産物屋でよく聞かれるのは「老天珠（ジービーズ）はもう手に入らない、もしくは非常に高額、またはコレクターが手放さない」などと言った文言である。 
これは事実とは全く異なるわけだが、コピーを扱う業者にとっては最もあってほしくない手に入る本物の存在から眼を遠ざける為、商魂たくましい台湾、中国などの製造メーカーが半世紀をかけ浸透させた姿である。
また、先に述べたようにジーの文様に対し、過剰な意味や文句をつける業者はそもそもジービーズ、もしくは古代史を全く理解しておらず、そうしたことも見極めに於いて十分考慮すべき点であろう。 多くの天珠販売業者はチベットの人々が命を懸け守ってきた文化と歴史を自ら検証することなく、事実を捻じ曲げ、販売している点が多々見られる。
ジービーズがなぜチベットでのみ生き続けることができ、チベットでのみ伝承されてきたのか。それを知るには古から現在に至るまでのチベット文化そのものを見つめることが重要であり、チベット文化を知らずしてジービーズを語ることはできない。チベット文化を知らず、単なる石の延長線上でジービーズを見ている業者には注意が必要であろう。
大切な事は、古代から続くジーに対し、現在語られていることだけではなく、歴史的な検証をしっかりと示し客観的事実に基づき語ることである。大金が動くが故、現在、中国のみならずチベットにおいてもジーに対しては偽りが語られることも多く、それを鵜呑みにして販売している業者が多く、購入者は十分な注意が必要と言える。
本物の見極めに於いてはプロでも難解と言わざるを得ないほど、コピーが巧妙となってきており、
ブラッドスポットや風化紋の存在が認められれば良しという次元にはない。
こうしたことから現在では一部の専門家を除き、ほぼ見極めができていない状況と言わざるを得ない。
ちなみに、ジーには本物の中にも出土品と伝世品があり、1990年代まではその両者が区別なく流通していたが、現在ではその違いも語られるようになり、広く愛好家では浸透してきている。
しかしながら古代天珠の巧妙なレプリカも容易に作ることが出来るため、見極めには数万点見て来ても難しい側面があるようだ。

## 本物と偽物
本来、古物や美術品に於いて真贋の基準が異なることはあってはならず、各人もしくは機関により評価が異なるなどという事はあり得ない。1900年代中ごろ台湾でチベットに伝わるジーを模倣し制作がはじまり流通したことがきっかけとなり、こうした論争が起こることがある。
ちなみに瑪瑙であれば本物でガラスや樹脂、セラミックなら偽物などという文言が中国などを中心に見られるようだが、それはチベットのジーを模倣した天珠製造メーカーが半世紀をかけて浸透させた価値観であり根拠はない。
世界の研究者はどうみているかと言う点でいえば、
例えば多くの古代史研究をする学者が資料としても参考にする古代ビーズの専門書には古代からの本物に並び、19世紀のガラス製、20世紀後半の樹脂製、陶器製を並列して載せ、ガラス、樹脂、陶器のいずれも「コピー」との記載がある。
また別に、ここ数十年で大量に出回ってきた台湾、中国製の瑪瑙の天珠に対して、偽物と明確に記載もある。
さらにヨーロッパの博物館には同じくチベットで100年を経過した19世紀のガラス製を「イミテーション」、模造品・偽物として記載している。
それを専門とした世界中の研究者が公に向けた発言から、本物と偽物の定義はそれに準ずるものとなる。しかしこうした事実を無視し、偽りの情報を流し続ける業者が後を絶たない。
また、下方の五眼云々と称される文様はチベットに代々伝わるオリジナルのジービーズには存在せず、